# Habitatges al carrer Baltasar d'Espanya, 2-20 (Sant Joan Despí)
Els Habitatges al carrer Baltasar d'Espanya, 2-20 és una obra eclèctica de Sant Joan Despí (Baix Llobregat) inclosa a l'Inventari del Patrimoni Arquitectònic de Catalunya.

## Descripció
Carrer que, anant des del nº 2 al 20, es conserva intacte, és a dir amb la seva fisonomia original, tot al contrari que la part del davant del mateix. En aquest s'aixequen cases edificades cap al 1889. Aquestes tenen jardí posterior i són de planta baixa i un pis. Algunes tenen element clàssics (frontons…) i entre mitgeres.

## Història
Els projectes d'aquestes cases els realitzaren mestres d'obres, entre ells, Ramon Ribera, Pau Vergés i J. Raventós. Destaquem en aquest carrer edificis com el destinat a Cooperativa Agrícola i el Col·legi Ateneu que foren locals annexes al Fonament Cultural i Artístic (abans Fonament i Sindicat Agrícola), i que a l'any 1931 foren ampliats a Sala d'Estudi, Biblioteca i Secretaria.